# Alex Barbier
Pour les articles homonymes, voir Barbier.
Alex Barbier, né le 15 mars 1950 à Saint-Claude (Jura) où il est mort le 29 janvier 2019, est un auteur de bande dessinée et peintre français.

## Biographie
Alex Barbier naît le 15 mars 1950 à Saint-Claude dans le Jura.
Après des études d'art, il devient professeur de dessin, mais l'éducation nationale le renvoie pour « attitude subversive ».
Il commence à publier des bandes dessinées dans Charlie Mensuel en 1974. Réalisées à la couleur directe, abordant crûment la sexualité et recourant à une narration moderne, elles rencontrent aussi bien l'enthousiasme que le rejet : Gébé et Wolinski ont tout de suite voulu le publier, tandis que Métal hurlant a jugé ses pages « artistiques, dans le plus mauvais sens du terme ». Il refuse le blanc entre les images, les paroles rapportées dans les bulles et se consacre à construire une divagation plus qu'un récit chronologique.
Entre 1982 et 1994, Alex Barbier se consacre à la peinture, puis revient à la bande dessinée avec Les Paysages de la nuit et Comme un poulet sans tête.
Certains ont voulu reconnaître parmi ses influences : Francis Bacon, William S. Burroughs, Soutine, Edward Hopper, Louis-Ferdinand Céline… auxquels il conviendrait toutefois d'ajouter Stanislas-André Steeman, Lucian Freud et Maurice Tillieux.
Dans un reportage de 1994 intitulé Les Paysages de la nuit (Cité internationale de la bande dessinée et de l'image), réalisé par Jean-Pierre Delvalle et scénarisé et présenté par Thierry Groensteen, Alex Barbier nous présente le village pyrénéen de Fillols, près de Perpignan, qui constitue le cadre de plusieurs de ses bandes dessinées et où il réside une bonne partie de l'année.
Connu pour ses bandes dessinées et ses tableaux, Alex Barbier est aussi le fondateur, avec sa compagne Aline Barbier, du Festival Plouc de Fillols, lancé en 1997 à Fillols, ce village des Pyrénées-Orientales où il possède une maison. Dans cet espace de création et de convivialité, il chante, accompagné par Pascal Comelade. Le festival est tenu à bout de bras par Aline Barbier pendant dix ans, devenu Qué Bazar en 2009 et resurgi en 2014. Cet événement a rassemblé la fine fleur de l’édition alternative francophone dans une fête réellement chaotique, truculente et populaire. Alex Barbier en a été le pape - avec toute l’ironie que cela comporte évidemment.
En 2014, il publie Dernière bande, signant ses adieux à la bande dessinée. Une exposition lui est consacrée au Festival d'Angoulême 2015 dans l'Hôtel Saint-Simon.
Il décède le 29 janvier 2019, asphyxié dans son appartement de Saint-Claude (Jura),.

## Œuvres

### Revues
- 9 récits courts, dans Charlie mensuel, 1975-1978.
- Le Dieu du 12, dans Charlie mensuel n°132-133, 1980.
- Crétines de machines, dans Charlie mensuel n°146-149, 1981.

### Albums
- Lycaons  (préf. Wolinski), Éditions du Square, 1979[17]. Reprend les récits publiés en 1975-1978 dans Charlie mensuel.
  - Lycaons  (préf. Thierry Groensteen), Frémok, 2003 (ISBN 2-930204-41-9)[18]. Édition remaniée.
- Le Dieu du 12, Le Square-Albin Michel, 1982 (ISBN 2-226-01340-7). Reprend les récits publiés en 1980-1981 dans Charlie mensuel.
  - Le Dieu du 12  (préf. Erwin Dejasse), Frémok, 2011 (ISBN 978-2-350-65051-7).
- Les Paysages de la nuit, Delcourt, coll. « Neopolis », 1994 (ISBN 2-84055-026-1)[19]
- Comme un poulet sans tête, Delcourt, coll. « Neopolis », 1994 (ISBN 2-84055-046-6).
- Lettres au maire de V., Fréon (1-2) puis Frémok (3), coll. « Amphigouri »[20] :

1. Lettres au maire de V., 1998 (ISBN 2-930204-17-6)[21]
2. Autoportrait du vampire d'en face, 2000 (ISBN 2-930204-31-1)[22],[23]
3. Pornographie d'une ville, 2006 (ISBN 2-350-65008-1)[24]

- La Dernière Bande, Frémok, coll. « Amphigouri », 2014 (ISBN 978-2-930204-71-0)[13],[15]

### Illustration
- De la chose, Fréon, coll. « Quadrupède », 1997 (ISBN 2-930204-11-7).
- Alex Barbier : Encres et Huile, H. Chantereau, 1998 (ISBN 2-913227-007)[25]. Recueil de peintures.
- Marquis de Sade, Français, encore un effort si vous voulez être républicains, M. Milo, 2000 (ISBN 2-914388-01-2).

### Disques
- Alex Barbier chante, Alex Barbier & Pascal Comelade.  2006. CD 8 pistes, édité à 350 exemplaires à l'occasion de la 10e édition du Festival Plouc de BD de Fillols (22 et 23 juillet 2006), par le Foyer Laïque de Fillols. 6 chansons du répertoire réaliste des années 30, avec des reprises de Fréhel, Damia et Yvette Guilbert chantées par Alex Barbier et accompagné par piano par Pascal Comelade on piano. Ce duo se produisait une seule fois l'an, sans aucune répétition, et ce, uniquement à l'occasion de ce festival.
- Alex barbier chante, Alex Barbier & Pascal Comelade. 2019. Réédition légèrement transformée en vinyle 25cm, 45t, pressé à 500 exemplaires, dans la collection La Belle Brute (ref. VPLBB1902) de Vert Pituite La Belle.  Trois morceaux de la version précédente ont été écartés dont deux instrumentaux, et une version inédite de "vals Burlesco", morceau instrumental de Pascal Comelade y figure cette fois. La réédition fut préparée avec la bénédiction du chanteur et lancée quelques jours avant son décès.

## Expositions
- 1984 : Crisphil, Paris[2]
- 1994 : Festival d'Angoulême[26]
- 2015 : Exposition Alex Barbier, La Dernière Bande, Hôtel Saint-Simon pour le Festival d'Angoulême[15].

## Prix
- 1976 :  Prix Saint-Michel du meilleur dessinateur étranger pour ses récits publiés dans Charlie Mensuel[27]

### Vidéographie et films
- Jean-Pierre Delvalle, Alex Barbier : Les Paysages de la nuit, Angoulême : Centre national de la bande dessinée et de l'image, 1999, 23 min. Interview filmée de Barbier par Thierry Groensteen (BNF 38417133).
- Jean-Pierre Delvalle (réal.) et Thierry Groensteen (int.), Alex Barbier. Les Paysages de la nuit, Angoulême : CNBDI, 1994, 23 min.
- Laura Petitjean (réal.) La dernière énergie. 2021, 63 min.
- Laura Petitjean (réal) William Henne (réal.) Alex Barbier : Portait, 2022, 85 min.